# 卡梅爾 (羽毛球運動員)
卡梅爾（Cammell，?—?），是一名英格蘭女子羽球運動員。
1898年，羽球史上第一場正式比賽——基爾福公開賽在倫敦西南郊薩里郡的基爾福羽球俱樂部舉行。該次比賽並沒有單打項目，卡梅爾與黛西·聖約翰搭檔贏得女子雙打冠軍。另外，卡梅爾還與史都華·馬斯登·馬塞搭檔獲得混合雙打亞軍，僅輸給D·奧克斯與黛西·聖約翰的組合。
在1901年全英羽球錦標賽裡，卡梅爾與史都華·馬斯登·馬塞一起獲得混合雙打亞軍，僅輸給F·S·柯里爾與艾倫·瑪麗·施塔韋爾-布朗的組合。
在1903年全英羽球錦標賽裡，兩人再度獲得混合雙打亞軍，僅輸給喬治·艾倫·湯姆斯與艾瑟兒·B·湯姆森的組合。